# Rhian Brewster
Rhian Joel Brewster (ur. 1 kwietnia 2000 w Chadwell Heath) – angielski piłkarz grający na pozycji napastnika w Sheffield United oraz reprezentacji Anglii do lat 21. Zdobywca mistrzostwa świata U-17 w 2017 roku i zdobywca Złotego Buta na tym turnieju.

## Kariera klubowa

### Początki
Urodzony i wychowany w Londynie, uczęszczał do Chadwell Heath Primary School. W wieku siedmiu lat był obserwowany przez skautów Chelsea, Arsenalu, West Hamu United and Charltonu Athletic. Ostatecznie zdecydował się dołączyć do Chelsea, w której grał do 14 roku życia, kiedy to opuścił "The Blues" na rzecz ligowego rywala londyńskiego klubu, Liverpool FC.

### Liverpool
W 2015 roku został pozyskany przez Liverpool. Brewster zdecydował się na przenosiny za namową ojca, który uważał, że "The Reds" posiadają lepszą akademię od Chelsea. Dołączył do drużyny U-18, a następnie został awansowany do zespołu U-23, gdzie strzelił bramkę w swoim debiucie przeciwko Ipswich Town. Podczas pobytu w akademii, młody napastnik oprócz treningów z drużynami młodzieżowymi szkolić się indywidualnie pod okiem byłego skrzydłowego Liverpoolu oraz Realu Madryt, Steve'a McManamana. W dorosłej drużynie LFC zadebiutował w 2016 roku, w meczu towarzyskim z Accrington Stanley.
Po raz pierwszy został powołany do szerokiej kadry przez Jürgena Kloppa na spotkanie z Crystal Palace w kwietniu 2017 roku, jednak cały mecz przesiedział na ławce rezerwowych. W styczniu 2018 roku podczas meczu drużyny U-23 z Manchesterem City doznał poważnej kontuzji, która wykluczyła go na resztę sezonu. Po walce w pojedynku powietrznym upadł na tyle niefortunnie, że doznał urazu stawu skokowego oraz kolana, które operował w marcu. Mimo to Liverpool w czerwcu zdecydował się podpisać z nim pięcioletni, profesjonalny kontrakt.
Brewster zaliczył udany powrót po kontuzji, bowiem w pierwszym meczu po powrocie, w kwietniu 2019 roku strzelił bramkę i zanotował asystę w spotkaniu z Leicester U-23 w Premier League 2. Zasiadł również na ławce rezerwowych dorosłej drużyny w rewanżowym meczu półfinałowym z Barceloną w Lidze Mistrzów, a także podczas wygranego 2-0 finału z Tottenhamem. Klopp powrotem Brewstera argumentował nawet brak transferów w letnim okienku po udanym sezonie w Lidze Mistrzów: "Rhian Brewster i Alex Oxlade-Chamberlain są jak nowe transfery", powiedział niemiecki szkoleniowiec.

## Kariera reprezentacyjna
Brewster jest młodzieżowym reprezentantem Anglii. W drużynie do lat 16 w czterech meczach strzelił cztery bramki, zaś największe sukcesy święcił w kategorii wiekowej U-17, w której został mistrzem świata na turnieju w 2017 roku. W finale Anglicy pokonali Hiszpanów 5-2, a Brewster zdobył jedną z bramek. Na organizowanym przez Indie młodzieżowym mundialu został również królem strzelców z ośmioma golami na koncie.
W finale mistrzostw Europy U-17 dotarł z reprezentacją do finału, jednak musiał uznać wyższość Hiszpanów, którzy pokonali Anglików w finale po serii rzutów karnych. Brewster był jednym z tych, którzy nie strzelili bramki z jedenastu metrów. W sumie dla kadry do lat 17 strzelił 20 bramek w 23 spotkaniach. W drużynie U-18 zadebiutował we wrześniu 2017 roku w bezbramkowo zremisowanym meczu towarzyskim z Brazylią.

## Sukcesy
Liverpool
- Liga Mistrzów UEFA: 2018/19
- Superpuchar Europy UEFA: 2019

Anglia U-17
- Mistrz świata U-17: 2017
- Wicemistrzostwo Europy U-17: 2017

Indywidualne
- Król strzelców Mistrzostw świata U-17: 2017
- Brązowa Piłka Mistrzostw świata U-17: 2017